# Leucocephalon yuwonoi
Leucocephalon yuwonoi är en sköldpaddsart som beskrevs av Mccord, Iverson och Boeadi 1995. Leucocephalon yuwonoi är ensam i släktet Leucocephalon som ingår i familjen Geoemydidae. IUCN kategoriserar arten globalt som akut hotad. Inga underarter finns listade i Catalogue of Life.

## Utbredning
L. yuwonoi är endemisk för Sulawesi i Indonesien.